# Тросселл, Хьюго

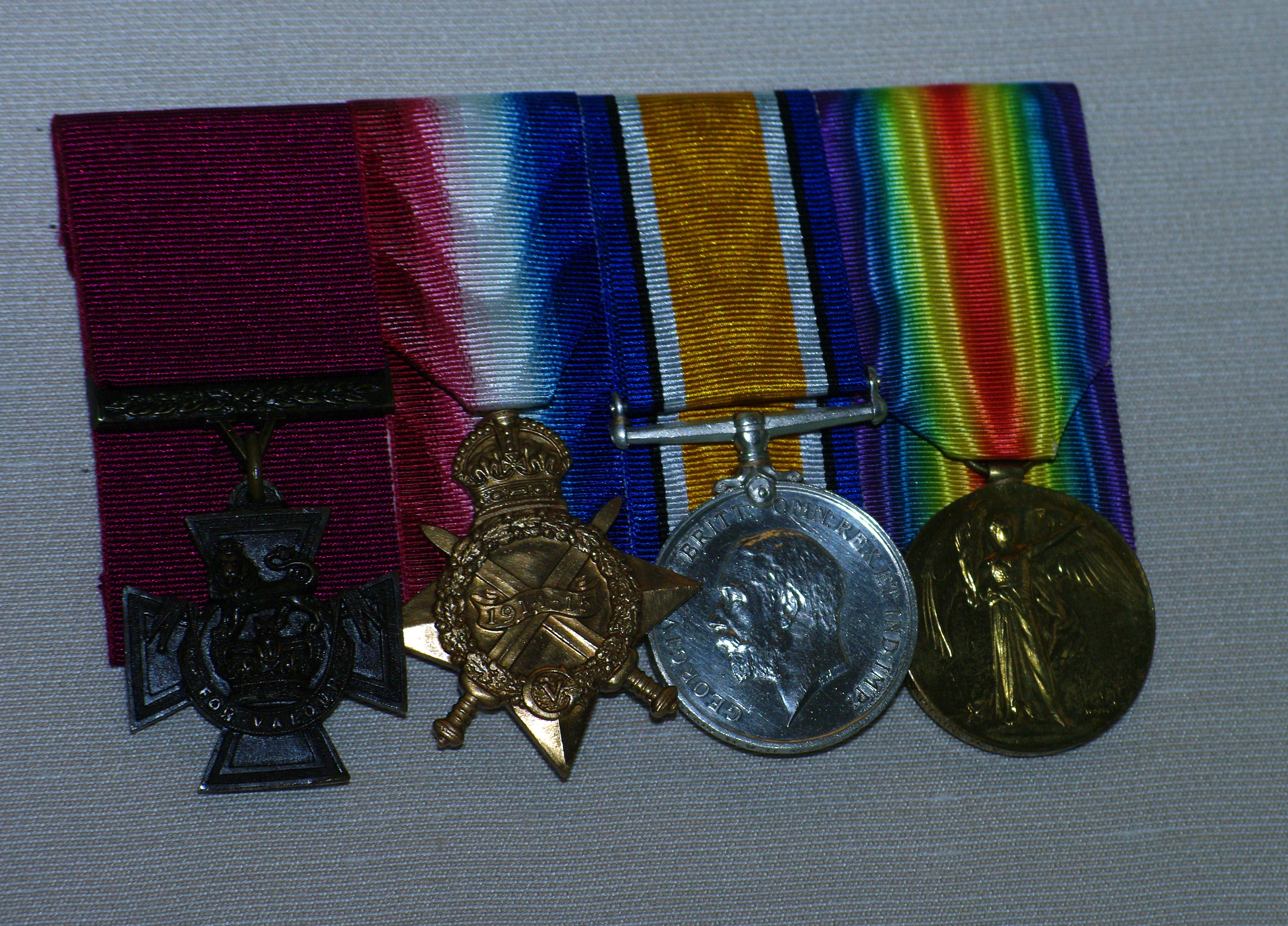
Награды Х. Тросселла

Портрет Х. Тросселла

Хьюго Вивиан Хоуп Тросселл (англ. Hugo Vivian Hope Throssell; 26 октября 1884, Нортам, Западная Австралия — 19 ноября 1933, Гринмаунт, Западная Австралия) — австралийский офицер, участник Первой мировой войны, первый уроженец Западной Австралии и единственный австралиец, служивший в лёгкой кавалерии, награждённый Крестом Виктории.

## Биография
Сын политика, премьер-министра Западной Австралии Джорджа Тросселла. Учился в Колледже принца Альфреда в Аделаиде.
После начала Первой мировой войны вступил в Австралийские имперские силы и был направлен на службу в 10-й полк лёгкой кавалерии. Офицером участвовал в Дарданелльской операции, сражался в Галлиполи. Получил тяжёлое ранение. Был отправлен госпиталь в Лондоне, где познакомился с Катариной Сусанной Причард, австралийской журналисткой, впоследствии ставшей известной писательницей и социалисткой.
После выздоровления, вернулся на действительную службу, в свой полк лёгкой кавалерией на Ближнем Востоке, участвовал в ряде сражений и получил звание капитана. В 1918 году вернулся в Австралию, в 1919 году женился на К. С. Причард.
В последующем был ярым противником войны, утверждал, что пережитые им страдания сделали его социалистом. Его позиция о бесполезности войны возмущала многих людей, особенно потому, что была выражена национальным героем войны и сыном уважаемого и консервативного бывшего премьер-министра. Его публичные политические взгляды сильно подорвали перспективы трудоустройства, глубоко погряз в финансовых долгах. 19 ноября 1933 года, разорившийся в результате всемирного экономического кризиса, покончил жизнь самоубийством, когда его жена находилась в турне по Советскому Союзу.
Был похоронен со всеми воинскими почестями на англиканском участке кладбища Карракатта города Перт, Австралия.